# West Athens, Kalifornien
West Athens är en ort (CDP) i Los Angeles County, i delstaten Kalifornien, USA. Enligt United States Census Bureau har orten en folkmängd på 8 729 invånare (2010) och en landarea på 3,5 km².